# Пустошка (Холм-Жирковский район)
Пустошка — деревня в Холм-Жирковском районе Смоленской области России. Входит в состав Холм-Жирковского городского поселения. По состоянию на 2007 год постоянного населения не имеет. 
Расположена в северной части области в 3 км к юго-западу от Холм-Жирковского, в 32 км севернее автодороги М1 «Беларусь», на берегу реки Каменка. В 10 км юго-западнее деревни расположена железнодорожная станция Игоревская на линии Дурово — Владимирский Тупик. 

## История
В годы Великой Отечественной войны деревня была оккупирована гитлеровскими войсками в октябре 1941 года, освобождена в марте 1943 года.